# Haematopota claudinae
Haematopota claudinae är en tvåvingeart som beskrevs av Leclercq 1955. Haematopota claudinae ingår i släktet Haematopota och familjen bromsar.
Artens utbredningsområde är Kongo. Inga underarter finns listade i Catalogue of Life.